# Николай (шхуна, 1847)
«Николай» — парусная двухмачтовая шхуна Аральской флотилии Российской империи, одно из первых российских судов на Аральском море.

## Описание судна
Парусная двухмачтовая шхуна, построенная специально для исследований Аральского моря. Длина шхуны между перпендикулярами по сведениям из различных источников составляла от 11,7 до 11,73 метра, ширина от 3,56 до 3,6 метра, а осадка от 1,6 до 1,65 метра. Вооружение судна состояло из двух орудий.

## История службы
Шхуна «Николай» была построена в 1847 году в Оренбурге под наблюдением поручик П. С. Мертваго, как военное судно, предназначенное для исследования Аральского моря. Вместе со шхуной «Михаил» была в разобранном виде доставлена на подводах из Оренбурга в Раим, где оба судна были собраны и спущены на воду. В этом же году шхуна под командованием поручик П. С. Мертваго вышла в своё первое плавание. На шхуне за лето 1847 года была выполнена съемка части восточного берега на семьдесят верст к югу от Сырдарьи, с прилегающими островами, и острова Кугарала. Также в кампанию этого года шхуна принимала участие в уничтожении укреплённого редута Джанкала на левом берегу Сырдарьи. По итогам кампании командир шхуны 1 (13) ноября 1847 года был произведён в штабс-капитаны, а в следующем году награждён орденом Святой Анны III степени.
Принимала участие в Аральской экспедиции 1848—1849 годов под руководством А. И. Бутакова и прапорщика К. Е. Поспелова, во время которой производилась съёмка берегов Аральского моря.
Весною 1848 года шхуна вновь вышла в плавание к северному берегу моря, для его изучения. За лето этого года удалось выполнить планшетную съемку всего северного берега, от устьев Сырдарьи до Кумсуата.
12 (24) июня 1870 года шхуна была исключена из списков судов флотилии.

## Память
- Судно периодически встречается в произведениях Тараса Шевченко.

## Командиры шхуны
Командирами парусной шхуны «Николай» в составе Российского императорского флота в разное время служили:
- поручик, а с 1 (13) ноября 1847 года штабс-капитан П. С. Мертваго (1847 год)[8];
- прапорщик К. Е. Поспелов (1848—1849 годы).